# Ронделло, Онорин
Онорин Ронделло (урождённая Кадоре) (фр. Honorine Rondello; 28 июля 1903 — 19 октября 2017) — верифицированная французская долгожительница.

## Биография
Ронделло родилась в Бретани, Франция. После того как её отец, рыбак, умер, когда она была ещё ребёнком, ей пришлось заботиться о двух своих младших сёстрах. В 1919 году, в возрасте 16 лет, она бросила школу, чтобы помочь семье и начала работать в качестве гостиничного работника и портного. Она вышла замуж за керамиста по имени Этьен Франсуа Ронделло 2 октября 1929 года. У пары была дочь по имени Иветта.
Примерно в 1941 году Ронделло переехала в Юго-Восточный французский город Сен-Максимен-ла-Сент-Боме из-за немецкой и итальянской оккупации страны. Она также работала шеф-поваром в семье высшего среднего класса и ушла на пенсию в 1976 году. Её муж умер в 1984 году.
Дальнейшая жизнь
В 2010 году Ронделло упала во время визита к дочери, после этого она была прикована к инвалидной коляске и переехала в дом престарелых в Сен-Максимене, Франция.
На её 110-й день рождения, сообщалось, что Ронделло всё ещё была заядлым читателем и не отставала от текущих событий и новостей. Она утверждала, что у неё нет секретов её долголетия. На её 112-й день рождения, сообщалось, что у неё ухудшился слух, но она всё ещё была в добром здравии.
Она умерла 19 октября 2017 года в возрасте 114 лет, 83 дней.